# Nico Roig
Nico Roig (Barcelona, 1976) és un cantant, compositor i músic català. Fins a 2020 ha produït quatre àlbums en solitari. També ha col·laborat com guitarrista per a diversos projectes musicals a Catalunya i també a Brussel·les, on ha viscut durant anys.

## Biografia
Nico Roig va estudiar jazz i composició a la seva ciutat natal Barcelona, i des de l'any 2000 va continuar els estudis al conservatori musical de Lieja. Després va viure temporades a la ciutat de Brussel·les, on va participar en projectes musicals com Os Meus Shorts i The Crappy Mini Band. Amb l'últim grup va realitzar gires al Japó, als Països-Baixos, a l'Itàlia i a Espanya.
El 2011 va tornar a Barcelona. Va enregistrar el seu primer àlbum en solitari – Tonada del genoma humà – amb la discogràfica Amniòtic Records, dirigida per Pau Vallvé. L'àlbum va destacar amb lletres inquietants i una certa quantitat d'humor. Dos anys més tard va produir l'àlbum Les dones macabres, on va elaborar el seu univers fosc però també innocent. Al costat de la seva carrera personal va tocar la guitarra elèctrica a les gires d'altres artistes com Pau Vallvé, Maria Coma i Raül Fernández Refree. El 2014 va també publicar el segon àlbum d'Os Meus Shorts.
Va presentar el seu tercer àlbum el 2016. Amb les tretze cançons de Vol.71 es va allunyar del seu estil de cantautor dels àlbums anteriors per uns arranjaments més orquestrals i una música més experimental. Crítics la van comparar amb el rock progressiu del Regne Unit.
Nico Roig ha treballat amb composicions de cinema, incloent "Suc de síndria" per a la pel·lícula del mateix nom (2019). Roig va després reutilitzar-lo al seu quart àlbum Yo siempre sueño que sí, que va editar el 2020. Per aquest disc va experimentar amb música tridimensional.

## Discografia

### Nico Roig

#### Tonada del Genoma Humà(2011) – Amniòtic Records[11]
1. Tonada del Genoma Humà
2. La Gent Així
3. Autobús Buit
4. Jo Sóc la Nena
5. Miquel
6. Només una Part
7. La Foto
8. La Iaia
9. Hem Fet Fills Massa Guapos
10. Última Moment
11. Torna a Començar

#### Les Dones Macabres (2013) – Amniòtic Records[11]
1. Tocadiscos
2. Les Dones Macabres
3. Pitjors Moments
4. Avisa'm
5. La Gamba
6. Sunrise in the Motherland
7. L'Alba
8. El Correu
9. El Millor
10. No Ens Han Triat

#### Vol. 71(2016) – Discos Quatreguineus[11]
1. Pre
2. Vol. 83
3. Quan encara
4. Érase una vez el suelo
5. Gos
6. Quan dormen
7. Patufet
8. Quatre guineus
9. Camino
10. GPS
11. El gran bany
12. Sóc tan lent
13. La palmera

#### Yo Siempre Sueño Que Sí(2020) – U98 Music[12]
1. Si No Té Cap Sentit
2. Yo Siempre Sueño Que Sí
3. Eres Bueno
4. I Què?
5. Què Hi Fas Aquí Tan Sola
6. Una Forma D'Esperança
7. Ànima
8. Una Leve Luz
9. Suc de Síndria

La gira de Nico Roig, en la qual es presentà aquest àlbum de l'abril de 2020, es basà en la tecnologia de l'àudio en 360° i adoptà unes característiques molt especials. L'audiència escoltava els concerts, que eren en format 3D i so binaural, amb auriculars, ja que el micròfon que utilitzaven els músics (KU 100 Dummy Head, de Neumann) permet enregistrar la procedència del so de manera excel·lent, a través de tecnologia innovadora. És per això que, per poder experimentar aquest format d'àudio, era precís que els oients fessin ús d'auriculars.
El micròfon a través del qual cantaven als concerts, que van ser de petit format i es van realitzar principalment en auditoris, té forma de cap humà i se situa al centre de l'escenari. D'aquesta manera els artistes podien saber des d'on havien de tocar i els espectadors podien entendre el paral·lelisme entre el que veien i el que sentien. Aquest tipus d'àudio permet diferenciar el grau en el qual el so se situa entre dreta i esquerra, amunt i avall, o llunyà i pròxim, i, per tant. des d'on prové la música que generen els artistes. Així el públic es pot posar en el lloc de l'autor mentre escrivia l'àlbum.
Parteix d'un lloc molt personal, que passa de moments obscurs a esplendorosos: "Quan dius és honest fa molta ràbia, però sí que hi ha alguna cosa real per a mi, que a mi em fa plorar". El videoclip de Roig, per exemple, mostra el fons d'aquest "llac profund": "Una immersió en els costats més obscurs de nosaltres, on trobar finalment una llum".
Aquesta gira passà per llocs com ara: l'Auditori de la Mercè (Girona); l'Auditori de Barcelona (Barcelona); el Festival Grec, La Pedrera (Barcelona); Teatre La Sala (Rubí); El Vapor (Terrassa); o L'Atlàntida de Vic. En aquests llocs Nico Roig presenta l'àlbum de mirada introspectiva, que parteix de l'esperança i l'humor. Acompanyat pel duet de veus Tarta Relena (Marta Torrella i Helena Ros), amb qui havia gravat el disc, passa per senders espirituals i racionals, recorreguts pels qui volen aconseguir amor, esperança, i felicitat. Les sonoritats intangibles i trasbalsadores arriben al públic també de la mà de Lucía Fumero, Marina Herlop, Cote Fournier i Marco Morgione.

### Os Meus Shorts
- Os Meus Shorts (2009) – Autoedició
- Os Meus Shorts II (2014) – Bankrobber/Gandula/UltraLocal

### Music for Rabbits
- Rabbit (2007) – Autoedició

### The Crappy Mini Band
- The Crappy Mini Band (2008) – Autoedició
- Licking Forward (2010) – La Madamme Avec Le Chien
- Live at Les Ateliers Claus, april 17th 2011 (2019) – Silent Water